# 石屏文庙
石屏文庙，即石屏州文庙，位于云南省红河州石屏县异龙镇北正街3号，始建于元至正年间，明洪武二十二年（1389年）重建。现存棂星门、泮池、大成门、两庑、先师殿、尊经阁。大成殿坐北向南，右庙左学，五开间，单檐歇山顶建筑:105-107。2003年12月18日，“石屏文庙及玉屏书院”被公布为第六批云南省文物保护单位。2013年3月5日作为“石屏文庙建筑群”的一部分公布为第七批全国重点文物保护单位。